# Annametra
Genre
Annametra est un genre de comatules de la famille des Antedonidae.

## Liste d'espèces
Selon World Register of Marine Species (30 mars 2015) :
- Annametra minuta AH Clark, 1907 (Japon)
- Annametra occidentalis (AH Clark, 1915) (Afrique du sud)

La parenté entre ces deux espèces est cependant remise en doute, de demanderait une nouvelle étude.